# Eggert Knuth-Winterfeldt
Eggert Christian Flemming greve Knuth-Winterfeldt (født 3. maj 1912 i San José, Californien, USA, død 4. april 1978 i København) var en dansk ingeniør, professor, dr.techn. og den 10. rektor for Danmarks Tekniske Højskole (nu Danmarks Tekniske Universitet) 1959-1975, genvalgt to gange. Han var bror til Kjeld Gustav Knuth-Winterfeldt.
Han var søn af greve Viggo Knuth-Winterfeldt (død 1946) og hustru Clara f. Grüner (død 1971), blev student 1930 og mag.scient. i kemi 1935 og blev ansat som videnskabelig assistent ved Danmarks Tekniske Højskole, Kemisk Laboratorium A, samme år. Han var laboratorieforstander ved Dansk Industri Syndikat 1940.
Efter krigen blev han professor i metallære ved Den polytekniske Læreanstalt, Danmarks Tekniske Højskole og bestyrer af dennes laboratorium for metalforskning 1952, formand for fagrådet for den kemiske ingeniørvidenskab 1958-59; højskolens samt Danmarks ingeniørakademis rektor fra 1959 til 1975, dr.techn. 1953 samt § 5-medl. af Dansk Ingeniørforening 1950.
I hans rektortid skete den store udflytning fra Indre By til et moderne bygningskompleks i Lundtofte. Desuden styrkede han forskningen, ligesom han medvirkede ved styrkelsen af Danmarks Tekniske Biblioteks (DTB, i dag DTIC) position som del af DTH. Knuth-Winterfeldt var endvidere en nøgleperson i opbygningen af Danmarks Ingeniørakademi, DIA. 
DIA blev 1. januar 1995 fusioneret med Danmarks Tekniske Universitet.
Han var kommandør af 1. grad af Dannebrog fra 1976, vicepræsident i Selskabet for metalforskning 1949-53, præsident 1953-59, formand for Selskabet for analytisk kemi 1951-52, medlem af Akademiet for de Tekniske Videnskaber 1958, af Danmarks teknisk-videnskabelige forskningsråd 1960-69 og Forsvarets forskningsråd fra 1960, af Industrirådet 1961, af Universitetsadministrationsudvalget 1962, af Planlægningsrådet for universiteter og højere læreanstalter 1965, af Forsvarskommissionen 1969, medlem af Kungliga Vetenskaps-Societeten i Uppsala 1971, formand for Rektorkollegiet 1972. Han forfattede: Korttidsmetoder til metallografisk elektropolering (disputats 1953); videnskabelige artikler i inden- og udenlandske fagtidsskrifter. I 1974 udgav han Naturvidenskab og tro (privattryk). Han var opfinder af elektropoleringsapparater m.fl.
Han blev gift 16. juli 1940 med Annette f. Leschly, f. 10. oktober 1914 i København, datter af oberstløjtnant, slotsforvalter Carl Leschly og hustru Ragnhild f. Rørdam.
Knuth-Winterfeldt blev begravet på Hellerup Kirkegård.